# 澤瓦佩塔
澤瓦佩塔（英語：Zewapeta）是美國密蘇里州斯科特縣一個非建制地區，海拔高度為120米（394英尺）。當地地名很有可能源自某個美洲原住民語言詞彙（但含義不詳），有學者推測此名稱是屬於肖尼語。